# بابا سيسوكو
بابا سيسوكو (بالفرنسية: Baba Sissoko)‏ هو مغني وموسيقي مالي، ولد في 8 مارس 1963 في باماكو في مالي.<ref name="Fazio">Di Fazio, Di Maurizio (2015) "Baba Sissoko: "La paura è una malattia. Quando cominci ad averla sei già spacciato"", ليسبرسو, 21 November 2015. Retrieved 1 January 2017

## وصلات خارجية
- الموقع الرسمي
- بابا سيسوكو على موقع ميوزك برينز (الإنجليزية)
- بابا سيسوكو على موقع ديسكوغز (الإنجليزية)